# 「神様」のいる家で育ちました 〜宗教2世な私たち〜
『「神様」のいる家で育ちました 〜宗教2世な私たち〜』（かみさまのいるいえでそだちました しゅうきょうにせいなわたしたち）は、菊池真理子による日本の漫画。

## 概要
親が宗教に入信している菊池の体験について描いた作品であり、集英社が運営するウェブサイト『よみタイ』で2021年9月22日から2022年1月26日まで連載されていた。後述の理由により、連載途中にも関わらず、同年3月17日付で公開終了、打ち切りとなった。
その後、2022年8月17日に、文藝春秋より本作の未発表部分と書き下ろしを加えた単行本を同年10月6日に発売する旨の発表があった。単行本発売発表の約1か月前に安倍晋三銃撃事件が発生し、それ以降新興宗教や宗教2世に関する問題が大きく注目されているが、著者の菊池は同事件発生前から文藝春秋との間で単行本出版に関する調整を行い、刊行の準備を行っている最中に同事件が発生したとしており、同事件の影響で単行本出版に至ったわけでは無いとTwitterなどで述べている。

## 内容を巡るトラブル
2022年1月に公開されていた第5話が同年2月16日に突然公開終了した。残りの4話分も全て非公開・不可視化されている。集英社は菊池に代替案などを提示したが、菊池は「宗教を描くことにこそ意味がある」として、申し入れを拒否した。その後、集英社は「信仰心を持つ人を傷つける表現があった」として、同年3月17日に連載終了（打ち切り）を発表した。
打ち切りの理由について、2022年4月発行の写真週刊誌「FLASH」（光文社）によれば、第5話の内容からモデルが幸福の科学であることは明白であり、同教団から抗議の申し入れがあったためとしている。幸福の科学も2022年10月発行の「週刊東洋経済」（東洋経済新報社）において、本トラブルに関連する記事が掲載された際に「漫画作成に当たって、菊池から事実確認などの問い合わせがなかったことに加えて、漫画には数々の事実に反する内容があり、バランスを欠いた一方的なものとなるのを危惧していた」との声明を発表している。
幸福の科学は単行本発売当日の2022年10月6日にも声明を発表し、本作品について、「多くの事実誤認等が存在するとともに、信仰の対象や教義等に対する不当な描写によって、教団信者の信仰を著しく害するもの」と述べ、菊池と文藝春秋の対応を強く批判している。

## 書誌情報
- 菊池真理子『「神様」のいる家で育ちました 〜宗教2世な私たち〜』文藝春秋、2022年10月6日発売、ISBN 978-4-16-090134-6